# Domingo Sangriento (1969)
Domingo Sangriento (en turco: Kanlı Pazar) es el nombre dado a una respuesta contrarrevolucionaria a una protesta izquierdista ocurrida el 16 de febrero de 1969, en la Plaza Beyazıt de Estambul, Turquía.
A las once en punto, diez mil estudiantes de izquierda apoyados por los sindicatos y el partido laborista comenzaron a reunirse en Beyazıt para protestar contra la presencia de la Sexta Flota estadounidense en el Bósforo. La ruta de la manifestación comenzó en la plaza Beyazıt, pasó por Karaköy, Tophane y Gümüşsuyu donde se rindió homenaje a la muerte del estudiante Vedat Demircioğlu en la Universidad Politécnica de Estambul. Mientras tanto, los estudiantes de derecha se reunieron en la Mezquita de Dolmabahçe para reprimir la protesta de izquierda y oraron antes de seguir adelante. La policía ya estaba esperando en la Plaza Taksim a ambos grupos. Hacia las cuatro de la tarde, finalmente, se produjo el enfrentamiento en la Plaza Taksim y convirtió las calles en un campo de batalla. Se sacaron porras y cuchillos, se lanzaron cócteles molotov. El hecho se saldó con la muerte de dos izquierdistas y numerosos heridos.

## Contexto
Un golpe de Estado en 1960 había permitido que un grupo de oficiales militares turcos tomaran el control del país.  Bajo este gobierno establecido, las tensiones laborales crecieron y aumentó el sentimiento antiestadounidense. Elementos de la izquierda turca y del movimiento obrero protestaban contra lo que consideraban el imperialismo estadounidense.
Las protestas aumentaron después de que la Sexta Flota de los Estados Unidos llegara a Turquía. Los disturbios alcanzaron su punto máximo el 16 de febrero de 1969, cuando 30.000 personas marcharon en la Plaza Taksim. La policía disolvió la manifestación, pero varios miles continuaron la marcha hacia Taksim. Fue en ese momento que una fuerza contrarrevolucionaria atacó a un grupo numeroso de estos manifestantes con cuchillos y palos. Durante este enfrentamiento, dos manifestantes, Ali Turgut y Duran Erdogan, fueron asesinados. Feroz Ahmad, un destacado experto egipcio en Turquía, se refiere al Domingo Sangriento como "un ejemplo de violencia fascista organizada", en alusión a los elementos derechistas responsables de la mayor parte de la violencia.
Las tensiones políticas de izquierda y derecha fueron altas durante la mayor parte de las décadas de 1960 y 1970. En 1971 y 1977 se produjeron ataques similares contra grupos laborales por parte de elementos de derecha en el gobierno y la política turca. La masacre de 1977 se conoce como el "segundo Domingo Sangriento" de Turquía.